# Чарторижський Іван Левович
Чарторизький Іван Львович — губернатор Тернопільської губернії Галицько-Буковинського генерал-губернаторства Російської імперії (1915—1917), київський губернський староста Української Держави (1918).

## Біографія
У 1916—1917 роках був російським губернатором Тернопільщини у складі російського Галицько-Буковинського генерал-губернаторства на окупованих Росією землях Галичини і Буковини; що входили до складу Австро-Угорщини. На цій посаді підтримував російську імперську політику знищення всього українського. Називав українців «мазепинцями». У 1917 році після Лютневої революції у Російській імперії був усунутий з цієї посади.
У травні 1918 року після приходу до влади в Україні гетьмана Скоропадського був призначений ним губернським старостою; тобто губернатором Київщини. Однак його репутація серед діячів українського національного руху була настільки поганою; що Скоропадський звільнив його; замінивши на генерала Андріанова. Далі Чарторизький працював у раді міністра внутрішніх справ Української Держави. Подальша доля невідома.